# TVEL
TVEL (ros. ОАО "ТВЭЛ") – rosyjska spółka akcyjna powstała 8 lutego 1996 roku (dekretem prezydenckim Nr. 166), wchodząca w skład holdingu państwowego Atomenergoprom, działająca w branży energetyki jądrowej, zajmująca się głównie wydobyciem rudy uranu i produkcją paliwa jądrowego.
Rosyjska spółka TVEL dostarcza paliwo jądrowe do wszystkich rosyjskich elektrowni atomowych, a także za granice m.in. do: Czech, Słowacji, Bułgarii, Węgier, Armenii, Litwy, Finlandii, Chin, Indii, oraz na Ukrainę. Łącznie na całym świecie zaopatruje w pręty paliwowe 76 reaktorów energetycznych (co stanowi 17% rynku światowego), oraz do około 30 reaktorów badawczych. Przy współpracy firmą Areva dostarcza również produkty do Niemiec, Francji, Szwajcarii, Holandii i Wielkiej Brytanii.
Do spółki należą: Zakłady chemiczne w Nowosybirsku produkujące pręty paliwowe do reaktorów atomowych, oraz dwa zespoły wydobywcze rudy uranu, mieszczące się w miastach Elektrostal i Głazow.